# Crnjelovo Donje
Crnjelovo Donje (en serbe cyrillique : Црњелово Доње) est une localité de Bosnie-Herzégovine. Elle est située sur le territoire de la ville de Bijeljina et dans la république serbe de Bosnie. Selon les premiers résultats du recensement bosnien de 2013, elle compte 2 450 habitants.

## Géographie
Le village est situé, à la frontière entre la Bosnie-Herzégovine et la Serbie, au bord de la Save, un affluent droit du Danube ; son territoire est également longé par la rivière Dašnica, un affluent droit de la Save.

## Démographie

### Évolution historique de la population dans la localité
| 1948  | 1953  | 1961  | 1971  | 1981  | 1991  | 2013  |
| ----- | ----- | ----- | ----- | ----- | ----- | ----- |
| 2 812 | 3 012 | 3 123 | 3 165 | 3 054 | 2 963 | 2 450 |

|  |